# Множество на Манделброт
Множеството на Манделброт е множество от комплексни числа {\displaystyle c}, за което функцията {\displaystyle f_{c}(z)=z^{2}+c} не е разходяща при итерация с {\displaystyle z=0}, тоест за която редицата {\displaystyle f_{c}(0)}, {\displaystyle f_{c}(f_{c}(0))} остава ограничена по абсолютна стойност. Кръстена е в чест на математика Беноа Манделброт. Множеството има връзка с множеството на Жулиа, тъй като и двете множества образуват сложни фрактални фигури.
Изображения на множеството на Манделброт могат да се създадат чрез тестване на комплексни числа дали редицата {\displaystyle f_{c}(0),f_{c}(f_{c}(0)),\dotsc } за всяка точка {\displaystyle c} е разходяща до безкрайност. Нанасянето на реалната и имагинерната част на {\displaystyle c} като координати върху комплексната равнина позволява да се оцветят пикселите според това колко бързо редицата {\displaystyle |f_{c}(0)|,|f_{c}(f_{c}(0))|,\dotsc } преминава даден произволно избран праг с определен цвят (обикновено черен) за стойностите на {\displaystyle c}, за които редицата не преминава въпросния праг след предварително зададен брой итерации. Оцветяването на останалите точки, непринадлежащи на множеството, се определя от степента, с която получената от тях редица достига определена граница, отвъд която няма елементи на множеството. Ако {\displaystyle c} се поддържа константа, а първоначалната стойност на {\displaystyle z} ({\displaystyle z_{0}}) стане променлива, се получава съответното множество на Жулиа за всяка точка {\displaystyle c} на функцията.
Изображенията на множеството на Манделброт показват подробна и безкрайно сложна граница, която разкрива прогресивно по-фини рекурсивни детайли при увеличаване. Стилът на повтарящите се детайли зависи от областта на множеството, която се изследва. Границата на множеството, също така, включва по-малки варианти на главната форма, така че фракталното свойство на самоподобието важи за цялото множество, а не само за частите му.
Точната площ на множеството на Манделброт не е известна. Към 2012 г. тя е изчислена на приблизително 1,506 591 884 9 ± 2,8×10−9. Точната координата на центъра на масите също не е известна и е оценена на −0,286 768 420 48 ± 3,35×10−9. Увеличените изображения на множеството показват, че той има безкрайна дълбочина.
Множеството на Манделброт е популярно и извън областта на математиката, както поради естетическата си привлекателност, така и като пример за сложна структура, появяваща се от прилагането на прости правила.

## История
Множеството на Манделброт произлиза от комплексната динамика – област, за пръв път изследвана от френските математици Пиер Фату и Гастон Жулиа в началото на 20 век. Този фрактал за пръв път е определен и нарисуван през 1978 г. от Робътр Брукс и Питър Мателски като част от проучване върху Клайновите групи. На 1 март 1980 г. в изследователски център на IBM Беноа Манделброт за пръв път визуализира множеството. По това време Манделброт изучава параметричното пространство на квадратните полиноми. В действителност, математическото изследване на множеството започва с работата на математиците Адриен Дуади и Джон Хъбард, които установяват много от фундаменталните му свойства и го кръщават в чест на Манделброт като признание за влиятелната му работа в областта на фракталната геометрия.
Математиците Хайнц-Ото Пайтген и Петер Рихтер популяризират множеството с фотографии, книги и международна изложба към германския Гьоте-институт.
Главната статия на списанието Scientific American от август 1985 г. въвежда широката публика в алгоритъма за изчисляване на множеството на Манделброт. Корицата на броя включва изображение създадено от Пайтген и колектив. Към средата на 1980-те години множеството става известно като компютърно графично демо, когато персоналните компютри стават достатъчно мощни, за да начертаят графиката и да изобразят множеството във висока резолюция.

## Формално определение
Множеството на Манделброт е множеството от стойности на c в комплексната равнина, за които итеративното прилагане на полином над начална стойност 0 води до ограничена редица:
{\displaystyle z_{n+1}=z_{n}^{2}+c}
Следователно, дадено комплексно число c е елемент на множеството на Манделброт, когато започвайки с z0 = 0 и прилагайки повтаряща се итерация, абсолютната стойност на zn остава ограничена за всички n>0.
Така например, за c=1, редицата е 0, 1, 2, 5, 26, ..., което в крайна сметка води до безкрайност, така че 1 не е елемент на множеството на Манделброт. От друга страна, за c=−1, редицата е 0, −1, 0, −1, 0, ... – очевидно ограничена, така че −1 принадлежи към множеството на Манделброт.
Множеството на Манделброт е компактно множество, тъй като е затворено и ограничено в окръжност с радиус 2 около началото на координатната система. По-конкретно, точка {\displaystyle c} принадлежи към множеството на Манделброт тогава и само тогава, когато
{\displaystyle |P_{c}^{n}(0)|\leq 2} за всички {\displaystyle n\geq 0.}
С други думи, ако абсолютната стойност на {\displaystyle P_{c}^{n}(0)} превиши 2, редицата винаги ще е разходяща към безкрайност.

## Галерия
Следващите примери на увеличение върху дадена стойност на c създават впечатление за безкрайното богатство на различни геометрични структури и обясняват някои от техните типични правила. Увеличението на последното изображение спрямо първото е около 1010 към 1. Съпоставено спрямо обикновен компютърен монитор, това представлява отрязък от множество на Манделброт с диаметър от 4 милиона километра.